# NGC 311
NGC 311 (również PGC 3434 lub UGC 592) – galaktyka soczewkowata (S0), znajdująca się w gwiazdozbiorze Ryb. Odkrył ją John Herschel 15 września 1828 roku.